# لويد غروف
لويد غروف (بالإنجليزية: Lloyd Grove)‏ هو صحفي أمريكي، ولد في 6 فبراير 1955 في كاليفورنيا في الولايات المتحدة.

## وصلات خارجية
- لويد غروف على موقع إن إن دي بي (الإنجليزية)